# 若宮八幡社 (名古屋市中区)
若宮八幡社（わかみやはちまんしゃ）は、愛知県名古屋市中区栄にある神社。
尾張国愛智郡の式内社「孫若御子神社」の有力な論社となっている。

## 概要
旧社格は県社で、現在は神社本庁の別表神社。名古屋総鎮守とされる。名古屋市街を東西に貫く100m道路である「若宮大通」の名は、この若宮八幡社から採っている。「若宮八幡宮」とも呼ばれる。

## 歴史
天武天皇の時代、もしくは大宝年間（701年 - 704年）に那古野庄今市場（現・名古屋城三の丸）に創建されたと伝わり、延喜年間（901年 - 923年）に再興されたという。かつては天王社（那古野神社）に隣接していた。
天文元年（1532年）3月11日、織田信秀が那古野城を攻めた時の合戦で社殿を焼失したが、天文8年（1539年）にその織田信秀により再建された。
安土桃山時代には豊臣秀吉より200石を寄進されている。
慶長15年（1610年）、徳川家康によって名古屋城が築城された際に現在地に遷座する。
江戸時代は尾張徳川家の氏神となり、名古屋の総鎮守となって崇敬され、寛文4年（1664年）に尾張藩第2代藩主徳川光友によって社殿の造営が行われた。この時、当社の社僧は全て廃されている。元禄2年（1689年）1月には光友より社領100石が寄せられた。
1877年（明治10年）3月14日、県社に昇格する。
太平洋戦争中の1945年（昭和20年）3月19日、名古屋大空襲により社殿が焼失するが、1957年（昭和32年）復興する。1971年（昭和46年）7月1日に神社本庁の別表神社に加列されている。

## 祭神
- 主祭神 - 仁徳天皇、応神天皇、武内宿禰命（たけしうちの すくねの みこと）

## 境内
- 本殿
- 拝殿
- 若宮恵美須神社
- 合殿社[1] - 熊野社、日吉社、香良洲社、天神社、秋葉社
- 神御衣神社（御衣社、みころもさん） - 愛知県立田村（現在の愛西市）から合祀[2]。
- 産宮住吉神社
- 連理稲荷神社
- 連理稲荷神社奥之院
- 福禄寿車収蔵庫
- 若宮龍神社
- 社務所
- 若宮の社 迎賓館

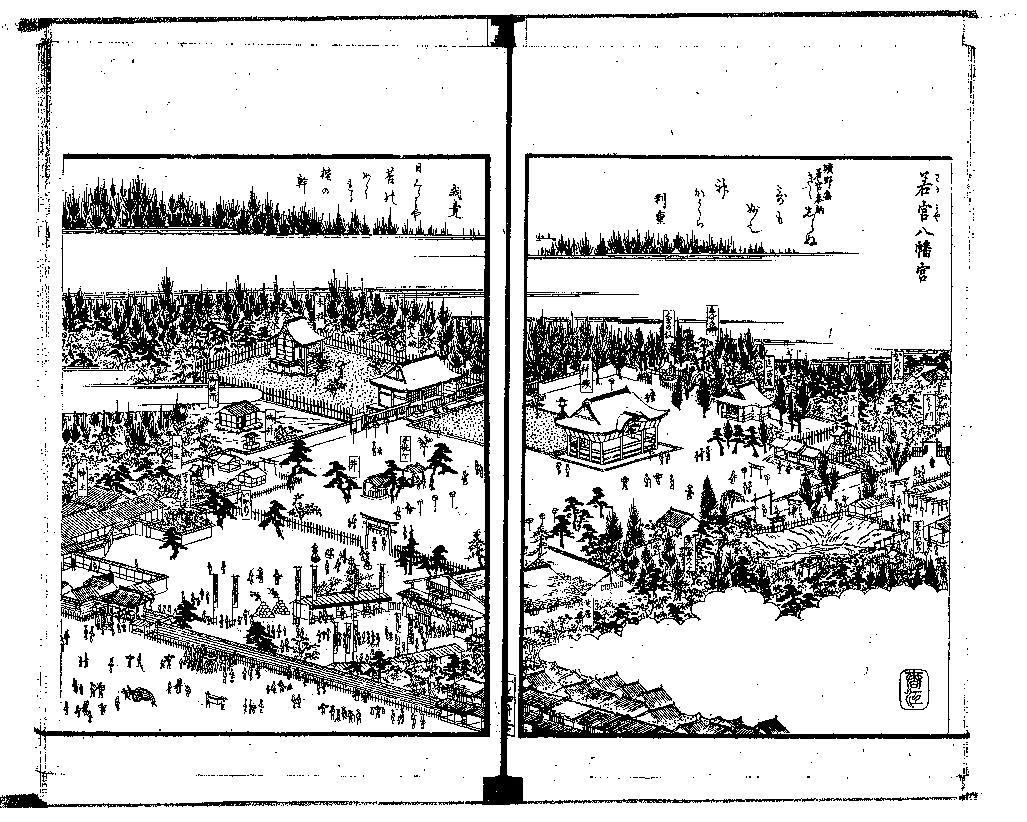
かつての若宮八幡社（『尾張名所図会. 前編　巻1　愛智郡』より「若宮八幡宮」）

## 文化財

### 名古屋市指定有形民俗文化財
- 若宮祭りの山車行事と福禄寿車（若宮八幡社福禄寿車山車保存会）

## 祭祀
| 1月  | 1日        | 歳旦祭（奉賛会祈願祭）       |
| 2月  | 8日        | 神御衣社祭（針供養まつり）   |
| 2月  | 17日       | 祈年祭                       |
| 2月  | 旧初午の日 | 連理稲荷社祭（旧初午まつり） |
| 5月  | 15日       | 試楽祭                       |
| 5月  | 16日       | 例祭・御神幸（若宮まつり）   |
| 7月  | 25日       | 末社合同祭（夏まつり）       |
| 9月  | 15日       | 長寿祭                       |
| 10月 | 20日       | 恵美須社祭（恵美須まつり）   |
| 11月 | 1日        | 龍神社祭                     |
| 11月 | 23日       | 新嘗祭                       |

### 例祭
江戸時代では、例祭である若宮祭は名古屋東照宮の東照宮祭、天王社（那古野神社）の天王祭とならんで名古屋三大祭とされ、特に天王祭とは同日であったことから祇園祭と総称された（現在は別の日）。山車7両が神輿と共に名古屋城三の丸の天王社との間を往復し、名古屋城下の目抜き通りであった現在の本町通を練り歩いた。
現在の若宮まつりでは、今も残る山車1両（福禄寿車）と神輿が、那古野神社との間を往復する。福禄寿車は名古屋市指定有形民俗文化財となっている。

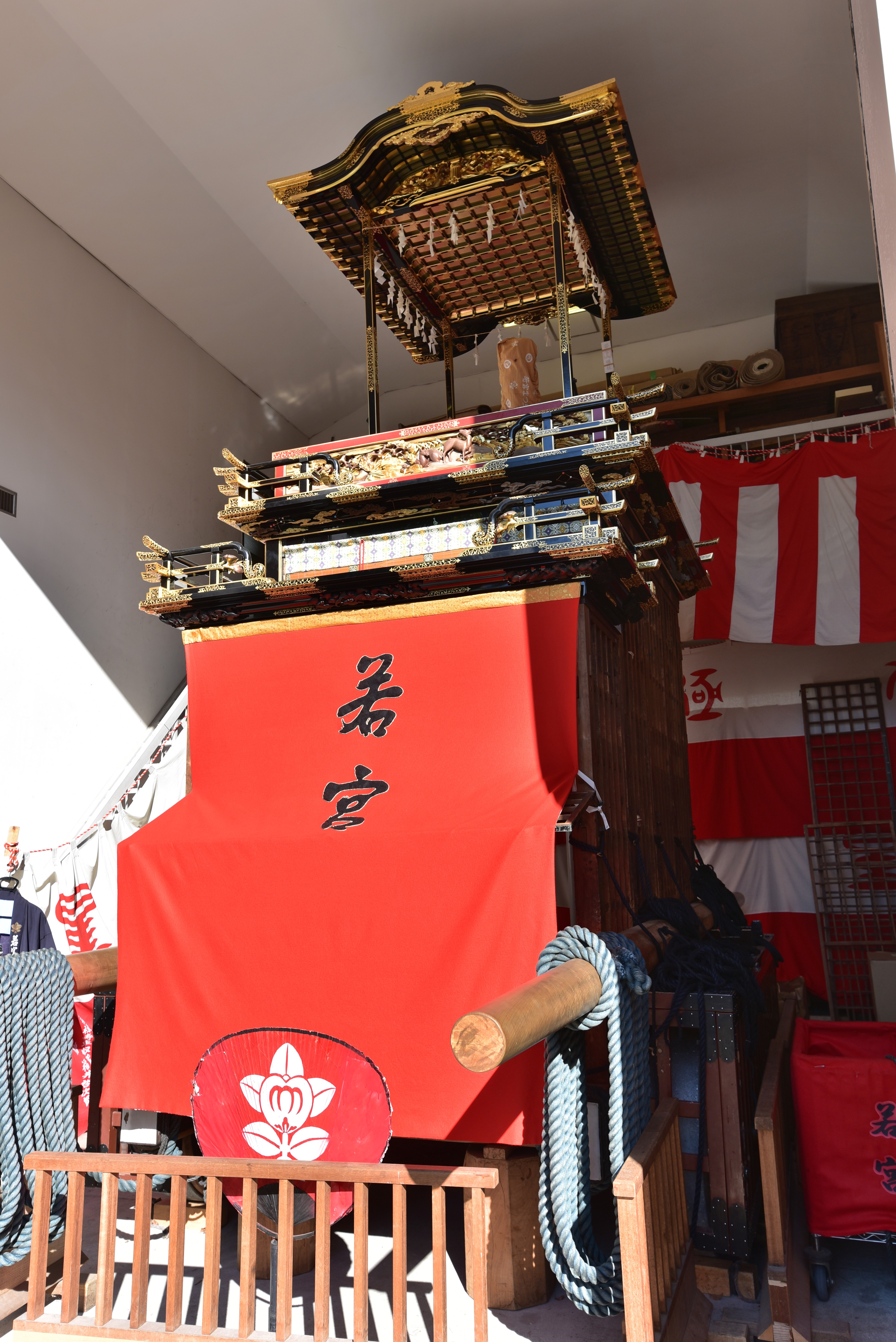
境内の山車蔵にある福禄寿車
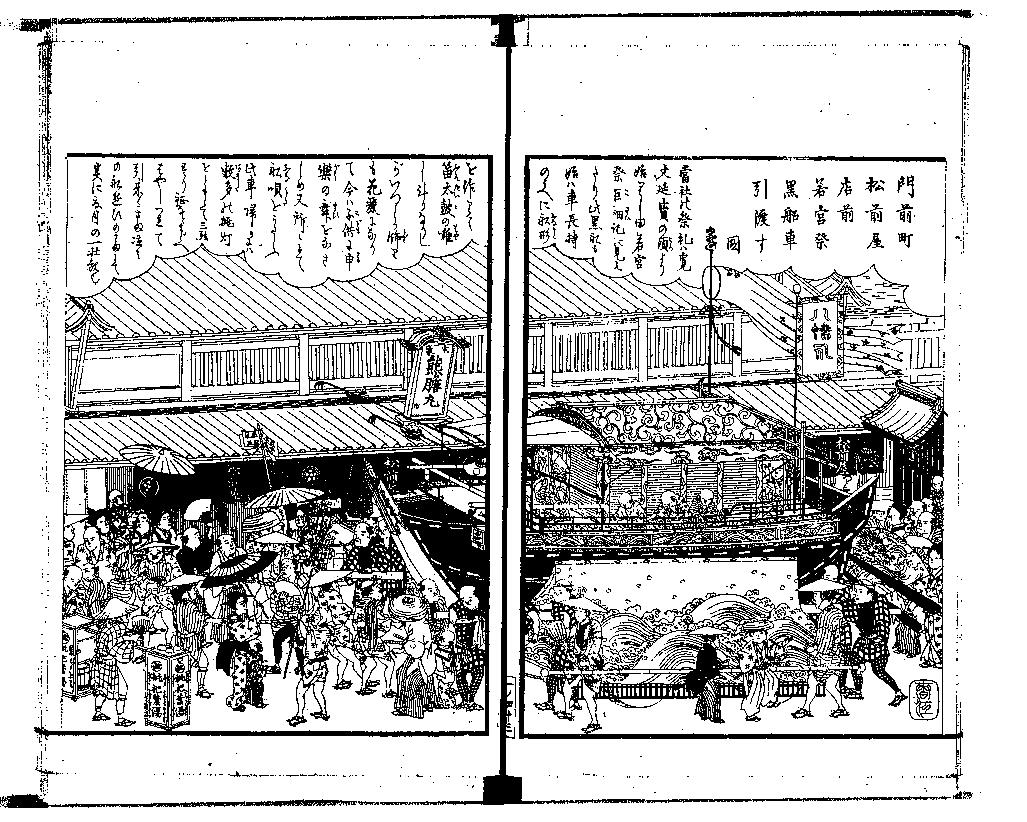
若宮祭の様子（『尾張名所図会. 前編　巻１　愛智郡』より「若宮祭」）

## 交通
- 名古屋市営地下鉄鶴舞線 大須観音駅、または名城線 矢場町駅から徒歩で約5分。